# Pescia
Pescia är en liten stad och kommun i provinsen Pistoia i regionen Toscana i Italien. Kommunen hade 19 674 invånare (2018) och gränsar till kommunerna Bagni di Lucca, Buggiano, Capannori, Chiesina Uzzanese, Marliana, Massa e Cozzile, Montecarlo, Piteglio, Uzzano och Villa Basilica. Pescia är ett viktigt centrum för blomsterhandel.